# 野村祐勝
野村 祐勝（のむら すけかつ）は、安土桃山時代の武将。黒田氏の家臣。黒田二十四騎の一人。母里友信（多兵衛）の異母弟。
永禄12年（1569年）、青山・土器山の戦いで長兄・曽我太郎兵衛が討死し、次兄・友信は母里家を継ぐことになったため、曽我家の跡継ぎとなる。天正元年（1573年）の印南野合戦で初陣。天正3年（1575年）、妻の実家の野村家が滅亡したため、野村姓を継ぐこととなる。
天正12年（1584年）の雑賀衆・根来衆による岸和田での反乱では、黒田長政らと共に奮戦し、首級を挙げる。天正14年（1586年）の宇留津城攻め、天正15年（1587年）の財部城攻めでも戦功を挙げた。天正16年（1588年）の城井鎮房の暗殺の際には、長政の合図に応えて鎮房の前に歩み出た後、鎮房に三宝を投げつけた後一の太刀を浴びせた。その後、2,960石を拝領する。後、加増され子孫は代々福岡藩の重臣、中老職を世襲した。なお後裔の野村祐春の次男は黒田長貞で、秋月藩の養子となり当主となった。
文禄の役にも従軍し、戦功を挙げた。帰国後に発病し、慶長2年（1597年）2月14日に豊前国中津で死去。享年38。

## 関連作品
- 軍師官兵衛（2014年、演：渡辺慎一郎）